# Heinrich Beck
Heinrich Beck (19 februar 1760 – 7 maj 1803) var en tysk skuespiller og teaterleder.
Beck var 1777-79 ansat ved hofteatret i Gotha, derefter i Mannheim, hvor han 1801 blev direktør. Beck var en af Sturm und Drangperiodens mest fremtrædende skuespillere, samt ven med August Wilhelm Iffland og Friedrich Schiller. Han var den første der fremstillede blandt andre Fiesco og Ferdinand i Kabale og kærlighed.